# برسة
بِرسَة أو (نقحرة: بيرسه) (بالإنجليزية: Beerse)‏ هي بلدية بلجيكية في مقاطعة أنتفيرب.

## السكان
بلغ عدد سكان بِرسة في 1 يناير 2006 ما مجموعه 16482 نسمة، بينما كان السكان 16757 نسمة في عام 2007.

## الصناعات
توجد عدة شركات في بِرسة، من أبرزها:
- يانسن للأدوية (صناعة أدوية)
- ميتالو شيميك (معادن)
- فينربرغر بِرسة (طابوق)
- غلاسيو (مثلجات)
- منتجات أورورا (ورق ولدائن)

## سكان بارزون
- بيتر إفرارد, معنٍ
- ريني فيرهيرين، لاعب كرة قدم
- باتريك فيرفورت، لاعب كرة قدم

## أعلام
- باتريك فيرفورت
- ريني فيرهيرين